# Abreus
Abreus é um município de Cuba pertencente à província de Cienfuegos. 